# Пара-ди-Минас (микрорегион)

Пара-ди-Минас на карте.

Пара-ди-Минас (порт. Microrregião de Pará de Minas) — микрорегион в Бразилии, входит в штат Минас-Жерайс.
Составная часть мезорегиона Агломерация Белу-Оризонти, включает пять муниципалитетов. 
Население составляет 123 379 человек (на 2010 год). Площадь — 1767,602 км². Плотность населения — 69,80 чел./км².

## Демография
Согласно сведениям, собранным в ходе переписи 2010 г. Национальным институтом географии и статистики (IBGE), население микрорегиона составляет:
| Полное население                             | Полное население                             | Полное население                             | Полное население                             | 123 379 |
| -------------------------------------------- | -------------------------------------------- | -------------------------------------------- | -------------------------------------------- | ------- |
| в том числе:                                 | Городское население                          | 111 618                                      | Процент городского населения, %              | 90,47   |
|                                              | Сельское население                           | 11 761                                       | Процент сельского населения, %               | 9,53    |
|                                              | Мужское население                            | 61 121                                       | Процент мужского населения, %                | 49,54   |
|                                              | Женское население                            | 62 258                                       | Процент женского населения, %                | 50,46   |
| Плотность населения, чел/км²                 | Плотность населения, чел/км²                 | Плотность населения, чел/км²                 | Плотность населения, чел/км²                 | 69,80   |
| Население микрорегиона в % к населению штата | Население микрорегиона в % к населению штата | Население микрорегиона в % к населению штата | Население микрорегиона в % к населению штата | 0,63    |

## Статистика
- Валовой внутренний продукт на 2003 год составляет 907 687 801,00 реалов (данные: Бразильский институт географии и статистики).
- Валовой внутренний продукт на душу населения на 2003 год составляет 8032,30 реалов (данные: Бразильский институт географии и статистики).
- Индекс развития человеческого потенциала на 2000 год составляет 0,803 (данные: Программа развития ООН).

## Состав микрорегиона
В составе микрорегиона пять муниципалитетов:
1. Флорестал
2. Онса-ди-Питанги
3. Пара-ди-Минас (центр микрорегиона[1])
4. Питанги
5. Сан-Жозе-да-Варжинья

## Экономика
В микрорегионе Пара-ди-Минас развиты производство чугуна, животноводческая промышленность (птицеводство, производство молочных продуктов, кормов для животных). Если животноводство продолжает активно развиваться, становясь по своим показателям одним из наиболее успешных в штате, то производство чугуна и стали находится в упадке.